# Colme

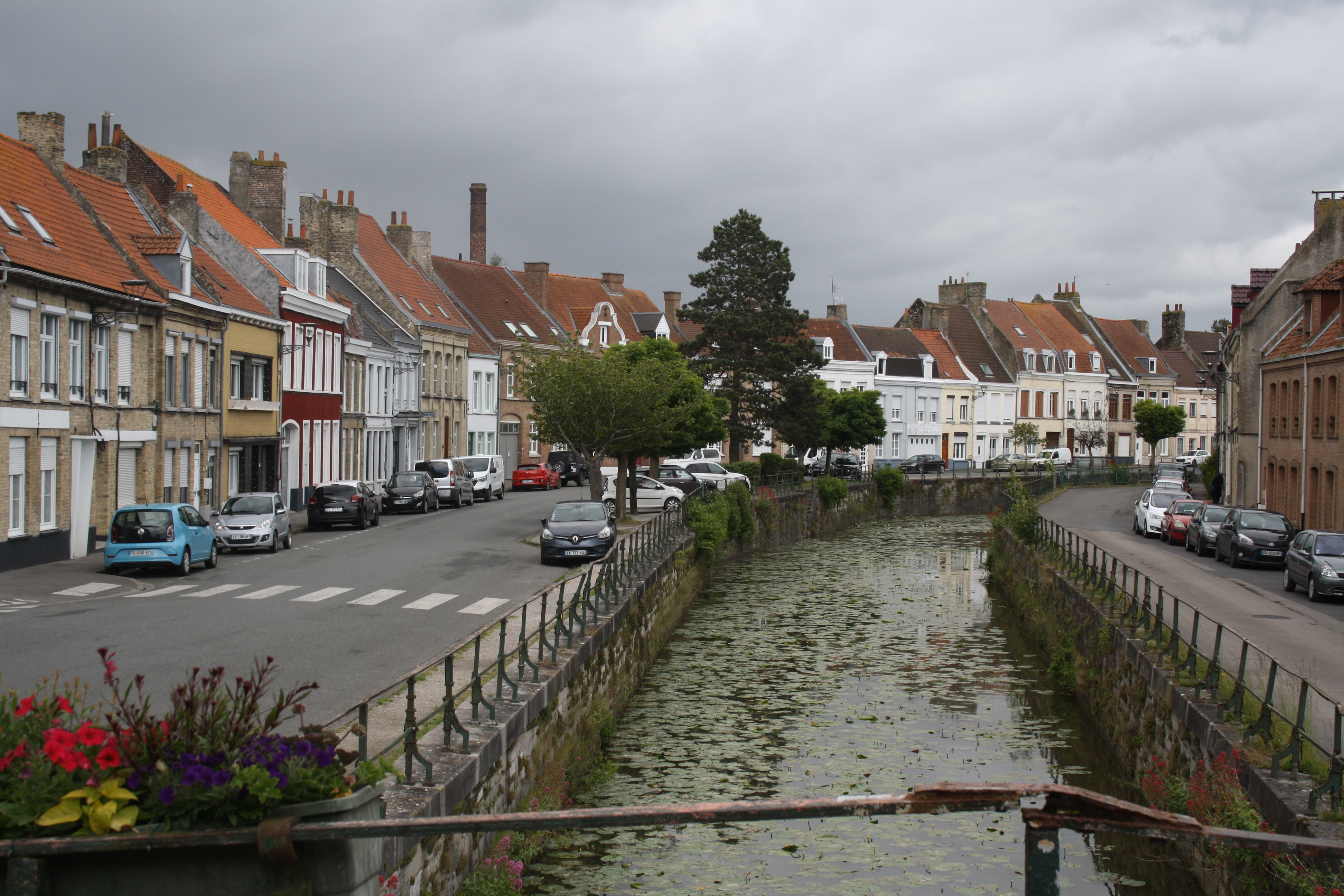
Die Colme in Bergues zwischen der Rue du Port (links) und dem Quai de la Manutention

Die Colme ist ein als Canal de la Colme ausgebauter Arm des Flusses Aa in Frankreich. Die Kanalisierung erfolgte zum Zweck der Trockenlegung der Feuchtgebiete und Polder der historischen Provinz Flandre maritime. Später wurde der Kanal für die Schifffahrt ausgebaut und zu einer bedeutenden Handelsader. Nach dem Ausbau der Stadtbefestigung von Bergues durch Vauban im 17. Jahrhundert diente die Colme der Wasserbefüllung des Stadtgrabens.
Nur im Stadtgebiet von Bergues trägt sie noch ihren ursprünglichen Namen. Westlich der Stadt wird sie als Canal de la Haute Colme, östlich davon als Canal de la Basse Colme bezeichnet.

## Geschichte und Beschreibung

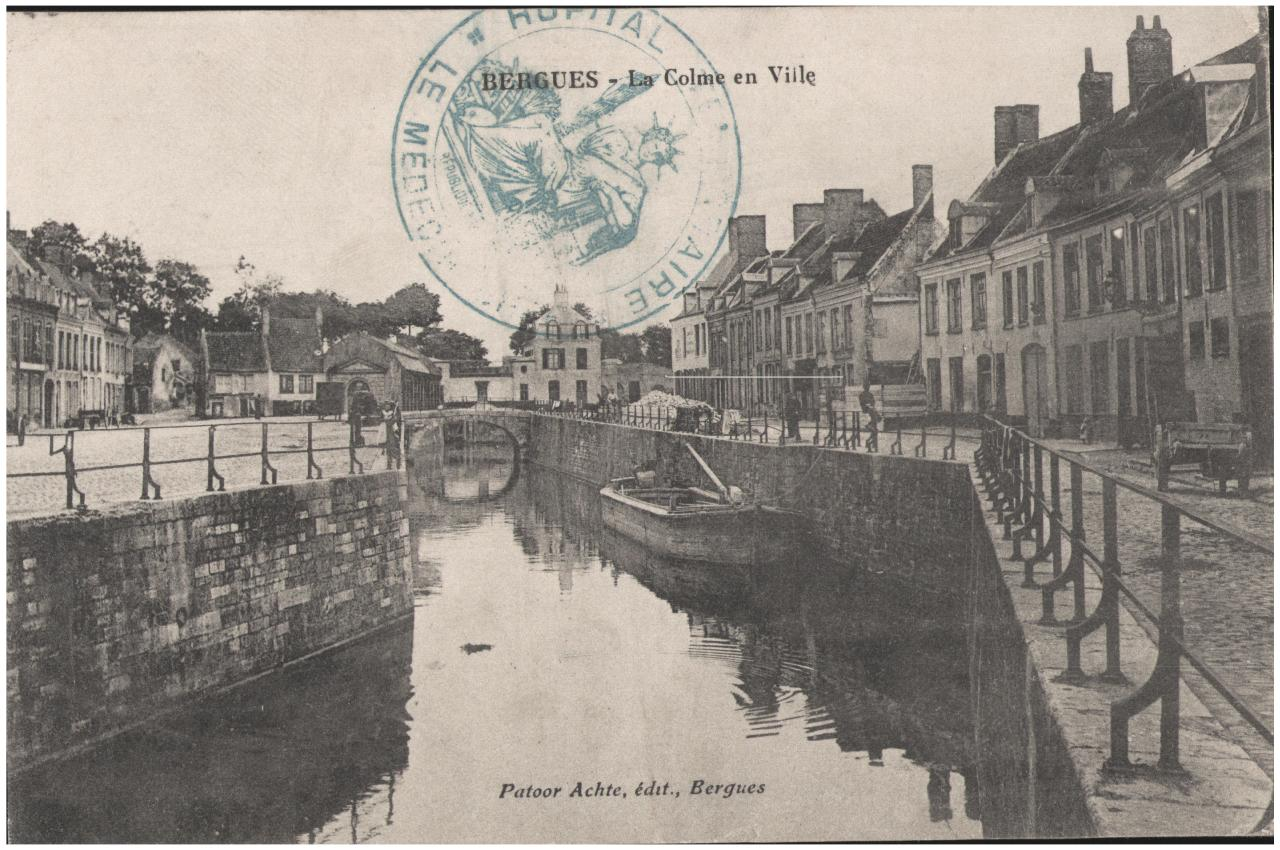
Die Colme in Bergues (vor 1914)

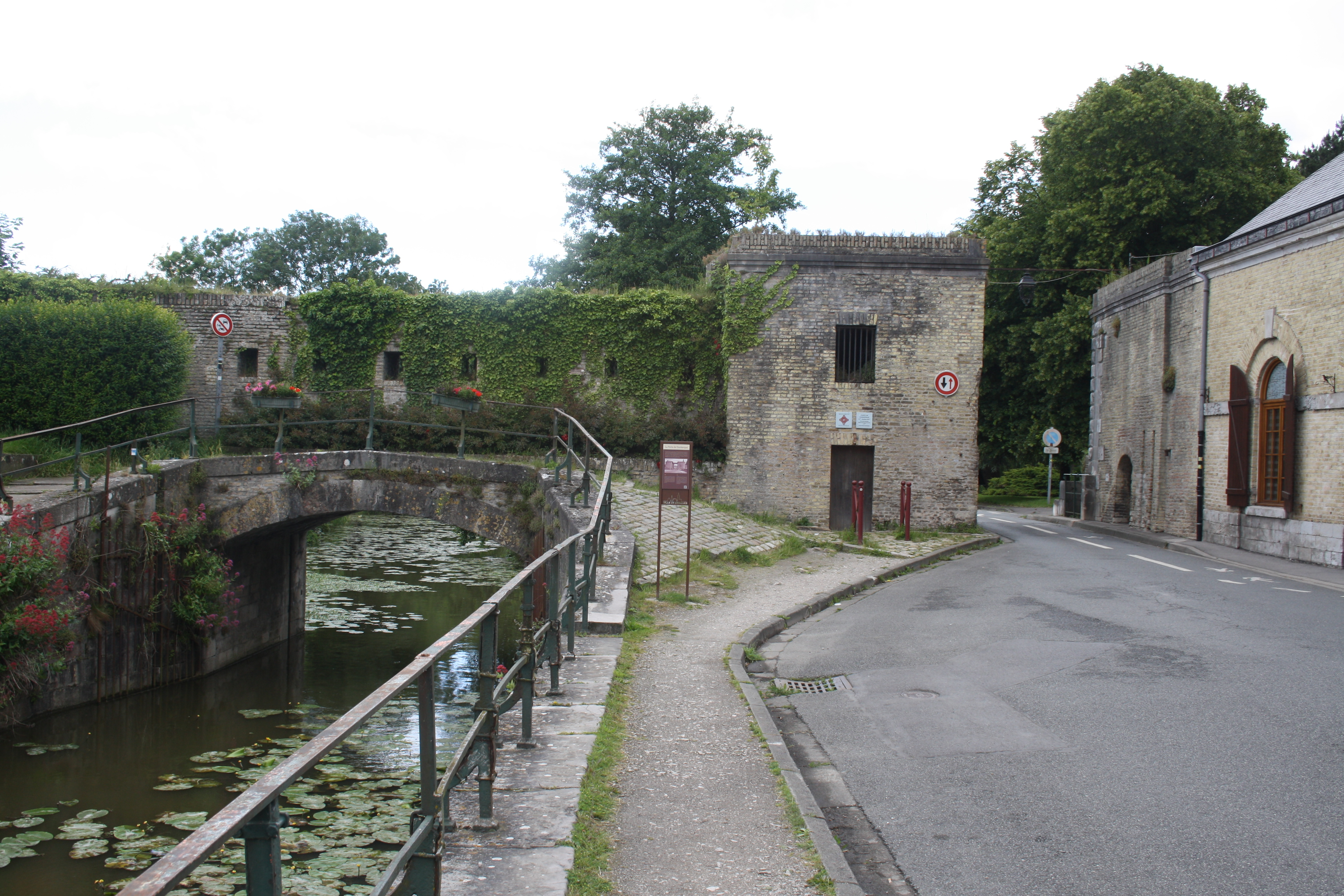
Durchlass der Colme am Stadttor Porte de Dunkerque in Bergues

Im Jahr 1169 ließen die Stiftsherren von Aire-sur-la-Lys die Colme anlegen. Sie ist der älteste von Hand gegrabene Kanal Frankreichs. Im Jahr 1505 genehmigte Philipp I. den Magistraten von Bergues und Saint-Omer den Ausbau der Colme, um das Wasser über die Aa und Gravelines ins Meer zu leiten. 1825 beschrieb François Joseph Grille die Colme als einen kanalisierten Arm der Aa, der von Saint-Omer über Watten, Bergues und Hondschoote bis Veurne in der belgischen Provinz Westflandern führe.
Am Nordrand von Watten zweigt heute der Canal de la Haute Colme von der dort ebenfalls kanalisierten Aa ab. Bis Lynck in der Gemeinde Merckeghem, wo sich der Canal de dérivation de la Haute Colme von ihm trennt, ist er Teil des Großschifffahrtswegs Dünkirchen-Schelde. In Bergues trifft der auf den Canal de Bergues und teilt sich in den nach wie vor als Colme bezeichneten Altarm, der durch die nördliche Innenstadt verläuft, und den außerhalb der Stadtmauer angelegten Hafen. Östlich des Hafens vereinigen sich die beiden Äste wieder. Dort beginnt der heute für die Schifffahrt stillgelegte Canal de la Basse-Colme, der in Hondschoote nahe der belgischen Grenze endet.
Im Ersten Weltkrieg wurden ab dem 24. August 1914 Vorkehrungen getroffen, um mit dem Süßwasser von Aa und Colme strategische Überschwemmungen hervorzurufen. Nachdem sich die Front stabilisiert hatte, wurden weite Teile des Gebiets wieder trockengelegt; nur ein Bereich nahe der Grenze zu Belgien blieb bis Juni 1915 unter Wasser, um Dunkerque zu schützen. Am 14. April 1918 wurde, anlässlich einer deutschen Gegenoffensive, das Gebiet erneut geflutet.
Der in Belgien gelegene Abschnitt der Colme wird heute als Canal de Bergues bezeichnet. Im Zuge seines Ausbaus im Jahr 1622 wurde bei Houthem eine Schleuse angelegt, um aus Richtung Bergues kommende Überschwemmungen abzuwehren.

## Sonstiges
Die Colme war namengebend für die Communauté de communes de la Colme, eine von 1993 bis 2013 existierende Communauté de communes im Arrondissement Dunkerque.